# جغد جیغ‌کش حناتاب
جغد جیغ‌کش حناتاب (نام علمی: Megascops ingens) نام یک گونه از سرده جغد جیغ‌کش است.